# باسنجر (مغني)
باسنجر (بالإنجليزية: Passenger)‏ وإسمه الكامل مايكل ديفد روزنبيرغ (بالإنجليزية: Michael David Rosenberg)‏ مواليد 17 مايو/أيار 1984، في مدينة برايتون أند هوف في إنجلترا في المملكة المتحدة هو مغني وكاتب غنائي وموسيقي إنجليزي بدأ مسيرته الفنية عام 2003.
مايكل ديفيد روزنبرغ (من مواليد 17 مايو 1984)، المعروف باسمه باسنجر و يعني الركاب، هي الإنجليزية الشعبية و مغني روك و كاتب الأغاني. سابقا المنشد الرئيسي وكاتب الأغاني الركاب، اختير روزنبرغ للحفاظ على اسم الفرقة لعمله منفردا بعد الفرقة حلت في عام 2009. صاحب أنجح أغنية، "let her go"، وقد تصدرت في العديد من البلدان. في عام 2014 تم ترشيح الأغنية لجائزة بريت البريطانية واحدة من السنة، وحصل على جائزة نوفيلو ايفور الأكاديمية البريطانية للعمل معظم يؤديها
باسينجر هو الاسم الفني لـ روزنبرغ ومن أشهر أغانيه أغنية Let her go وألتي احتلت المراتب الأولى في المملكة المتحدة وفرنسا وألمانيا.
قبل أن ينفرد بالغناء، كان روزنبرغ عضوا في فريق باسنجر المؤلف من سبعة أعضاء، وعملوا سوية في الفرقة من عام 2003 إلى العام 2009.

## الألبومات
- Wide Eyes Blind Love :2009
- Divers & Submarines :2010
- Flight of the Crow :2010
- All the Little Lights :2012
- Whispers :2014
- Whispers II :2015
- 2016: Young as the Morning, Old as the Sea

## روابط خارجية
- باسنجر على موقع ميوزك برينز (الإنجليزية)
- باسنجر على موقع أول ميوزيك (الإنجليزية)
- باسنجر على موقع ديسكوغز (الإنجليزية)